# Olaszország címere

Olaszország címere

Az Olasz Köztársaság címere 1948. május 5-én vált Olaszország jelképévé. Valójában inkább csak egy embléma, mintsem címer, mivel nem felel meg a heraldika hagyományos szabályainak (azaz antiheraldikus).

## Leírása
Az embléma közepén egy öt küllőből álló fogaskerék helyezkedik el, amelyet részben egy piros szegélyű, fehér ötágú csillag takar. Ezeket olaj- és tölgyfaág fogja közre, amelyek a száruknál egy "REPVBBLICA ITALIANA" (Olasz Köztársaság olaszul) feliratú piros szalaggal vannak összekötve.
- A csillag egy régi jelkép, amely Itália allegorikus alakjára, egy Italia Turrita nevű lányra utal, akit gyakran ábrázoltak fénylő csillaggal a feje felett, valamint az Olasz Királyság jelképe is a csillag volt.
- Az acél fogaskerék az olasz alkotmány első cikkelyére utal, amely kimondja, hogy „Olaszország egy demokratikus köztársaság, amely a munkán alapszik”. Alakja a falkoronára utal, ami egy másik jelképe Olaszország megtestesülésének.
- Az olajág a belső és külső békére, valamint az alkotmány 11. cikkelyére utal (Olaszország elutasítja a háborút[…]).
- A tölgyfaág az olasz emberek kitartását és méltóságát jelképezi.

A tölgy- és olajfák a tipikus olasz tájképre is utalhatnak.

## Története
A döntés az új címerről Alcide De Gasperi kormányzása alatt 1946 októberében született meg. A tervezést nyilvános versenyként bonyolították le, ahol bizonyos követelményeket be kellett tartani. Eleinte az olasz csillagnak kötelezően kellett szerepelnie a tervekben és tiltott volt bármiféle pártjelkép használata. Később szigorították további feltételekkel, a falkoronát és a tengert, valamint „Unità” és „Libertà” (egység és szabadság) szavakat is fel kellett tüntetni. A nyertes Paolo Paschetto lett. Az általa tervezett emblémát 1947 februárjában mutatták be.
Ez a verzió viszont nem nyerte el az emberek tetszését, ezért új pályázatot írtak ki, amit megint csak Paolo Paschetto nyert. Az új emblémát 1948 februárjában hagyta jóvá az alkotmányozó nemzetgyűlés, majd Enrico De Nicola elnök 1948. május 8-án hivatalosan is elfogadta.

## Fordítás
Ez a szócikk részben vagy egészben  a   Coat of arms of Italy című angol Wikipédia-szócikk fordításán alapul.  Az eredeti cikk szerkesztőit annak laptörténete sorolja fel. Ez a jelzés csupán a megfogalmazás eredetét és a szerzői jogokat jelzi, nem szolgál a cikkben szereplő információk forrásmegjelöléseként.